# Дания на «Евровидении-1959»
Дания принимала участие в Евровидении 1959, проходившем в Каннах, Франция. На конкурсе её представляла Бирте Вильке с песней «Uh, jeg ville ønske jeg var dig», выступавшие под номером 2. В этом году страна заняла пятое место, получив 12 баллов. Комментаторами конкурса от Дании в этом году был Сейр Волмер-Соренсен, глашатаем –  Бент Хениус.

## Национальный отбор[1]
| Номер | Артист                           | Песня                                  | Место |
| ----- | -------------------------------- | -------------------------------------- | ----- |
| 1     | Грета Клитгаард и Густав Винклер | "Alt hvad der er værd at få"           | -     |
| 2     | Грета Клитгаард                  | "Det første lille kys"                 | -     |
| 3     | Густав Винклер                   | "En gang bli'r det vår"                | -     |
| 4     | Пребен Углебьерг                 | "Jer er på vej til dig"                | 2-е   |
| 5     | Бирте Вильке и Пребен Углебьерг  | "Latinersangen (Peblinge cha-cha-cha)" | 3-е   |
| 6     | Бирте Вильке                     | "Uh, jeg ville ønske jeg var dig"      | 1-е   |

Песня «Uh, jeg ville ønske jeg var dig» стала песней на Евровидении 1959 от Дании.

## Страны, отдавшие баллы Дании
Каждая страна имела жюри в количестве 10 человек, каждый человек мог отдать очко понравившейся песне.
| Отдали Дании… | Отдали Дании…          | Отдали Дании…                      | Отдали Дании… |
| 4 балла       | 2 балла                | 1 балл                             |               |
| ------------- | ---------------------- | ---------------------------------- | ------------- |
| Швеция        | Австрия Великобритания | Италия Монако Нидерланды Швейцария |               |

## Страны, получившие баллы от Дании
| 4 баллов | Франция               |
| 2 балла  | Бельгия Швейцария     |
| 1 балл   | Швеция Великобритания |